# Juan Vicente Herrera
Juan Vicente Herrera Campo (ur. 23 stycznia 1956 w Burgos) – hiszpański polityk i prawnik, działacz Partii Ludowej, prezydent Kastylii i Leónu (2001–2019).

## Życiorys
Ukończył studia prawnicze na Uniwersytecie Nawarry (1978), uzyskał uprawnienia adwokata, dołączając do palestry w Burgos i Madrycie. Zaangażował się w działalność polityczną w ramach Partii Ludowej, w 1993 stanął na czele struktur tej partii w prowincji Burgos. Był sekretarzem generalnym PP w Kastylii i Leónie, a w 2002 stanął na czele tego ugrupowania we wspólnocie autonomicznej.
Od 1992 związany z administracją regionalną. Do 1995 był sekretarzem generalnym ministerstwa gospodarki i finansów regionalnego rządu. W 1995 po raz pierwszy wybrany do kortezów tej wspólnoty autonomicznej, uzyskiwał następnie reelekcję na kolejne kadencje. W 2001 objął urząd prezydenta Kastylii i Leónu,uzyskując reelekcję po kolejnych wyborach z 2003, 2007, 2011 i 2015; funkcję prezydenta pełnił do 2019. Wszedł w skład hiszpańskiej delegacji do Komitetu Regionów.